# علم الخلاص

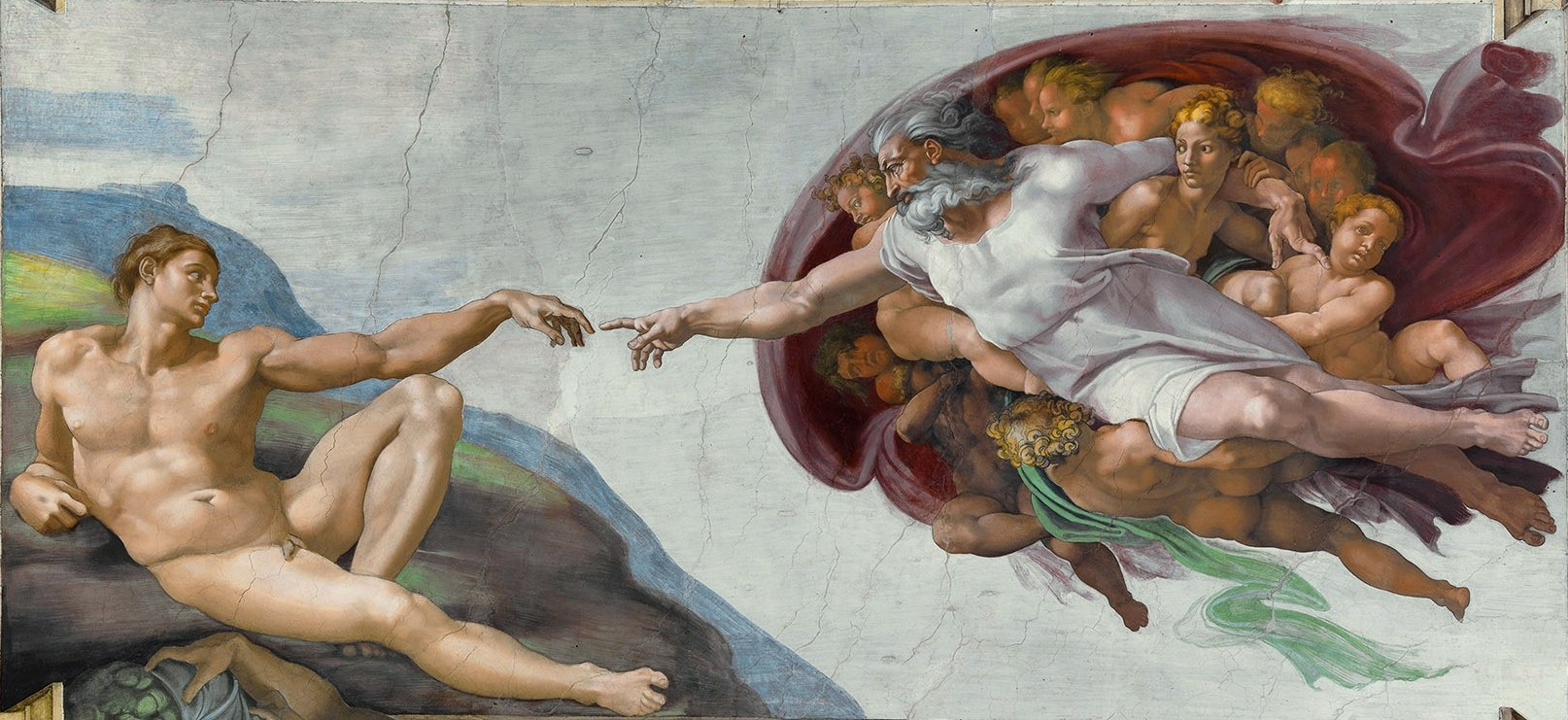

السوتريولوجيا أو علم الخلاصيات (باليونانية: σωτηρία)‏ هي الدراسات العقائدية المتعلقة بالخلاص.
تتعلق هذه الدراسات في الديانة البوذية بتفسير الخلاص والوصول إلى النرفانا عن طريق الركشا أي الخروج من دائرة الولادة والألم والموت.
وفي المسيحية يتعلق الخلاص بصلب وقيامة يسوع.